# Vjekoslav Kaleb
Vjekoslav Kaleb (* 27. September 1905 in Tisno bei Šibenik; † 13. April 1996) war ein jugoslawischer Schriftsteller.

## Leben
Vjekoslav Kaleb war von Beruf Lehrer. Er besuchte die Lehrerbildungsanstalten von Zadar, Belgrad und Šibenik und machte sein Examen an der pädagogischen Hochschule von Zagreb. Sodann unterrichtete er in verschiedenen Dörfern des dalmatinischen Hinterlandes und danach in Šibenik und Zagreb. Im Zweiten Weltkrieg war er ab 1943 im Volksbefreiungskampf aktiv. Nach dem Krieg wirkte er bei den Zeitschriften Naprijed, Književnik und Republika mit. Er war Sekretär des Verbandes kroatischer Schriftsteller und künstlerischer Direktor der Zagreb-film. Seit 1957 widmete er sich ausschließlich dem Schreiben. 1960 wurde er Mitglied der Akademie.

## Werke
Kurz vor dem Zweiten Weltkrieg entstanden Kalebs erste Erzählungen, die ihn als Schriftsteller bekannt machten. Er verfasste insgesamt 57 Erzählungen, die meist im rückständigen dalmatinischen Hinterland spielen. Im Gegensatz zu Dinko Šimunović schildert er die Bewohner dieser Gegend nicht großartig und heldenhaft, sondern rückständig und erstarrt. Seine Sprache ist karg und sparsam. Diese Erzählungen sind Kalebs literarische Meisterstücke, die ihn von anderen Autoren seiner Zeit unterscheiden. Nach dem Krieg thematisierte er auch mehrmals den Volksbefreiungskampf, jedoch mit deutlich weniger künstlerischer Kraft. Ein Roman dieses Themenkreises hingegen, Divota prašine, zählt zu den besten Werken über den Krieg. Daneben schrieb Kaleb auch für den Film, verfasste Essays und übersetzte.
- Na kamenju, Erzählungen 1940
- Izvan stvari, Erzählungen 1942
- Novele, 1946
- Brigada, Erzählungen 1947
- Trideset konja, 1947
- Novele, 1947
- Kronika dana, 1949
- Ponižene ulice, Roman 1950
- Pripovijetke, Erzählungen 1951
- Divota prašine, Roman 1954
  - Die tanzende Sonne. Übersetzung von Barbara Sparing, Verlag Neues Leben, Berlin 1965.
    - Verfilmung: Jugoslawien 1975 (Regie: M. Ljubić)
- Bijeli kamen, Roman 1954
- Smrtni zvuci, 1957
- Nagao vjetar, 1959
- Ogledalo, 1962
- Pripovijetke, Erzählungen 1963
- Luk i strijela, 1963
- Odabrana djela I-VI, 1969
- Izabrane novele, 1973
- Bez mosta, 1987